# West Kootenay (circonscription britanno-colombienne)
Pour les articles homonymes, voir Kootenay (homonymie).
Circonscription électorale provinciale du Canada
West Kootenay est une ancienne circonscription provinciale de la Colombie-Britannique représentée à l'Assemblée législative de la Colombie-Britannique de 1890 à 1894.

## Géographie
La circonscription était située dans la région de Kootenay. 
Issue de la division de la circonscription de Kootenay avec sa circonscription sœur d'East Kootenay, la circonscription n'existe que durant une seule législature en raison d'une ruée vers l'argent (silver rush) qui accroit considérablement la population. Elle est alors divisée en West Kootenay North et West Kootenay South.
Ces deux dernières circonscriptions ne survivent qu'une seule législature et sont divisées en West Kootenay-Nelson, West Kootenay-Revelstoke, West Kootenay-Rossland et West Kootenay-Slocan.

## Liste des députés
| 6e                                                                      | 1890–1894 |  | James M. Kellie | Indépendant |
| Circonscription abolie, voir West Kootenay North et West Kootenay South |           |  |                 |             |